# 훈1등 욱일동화대수장

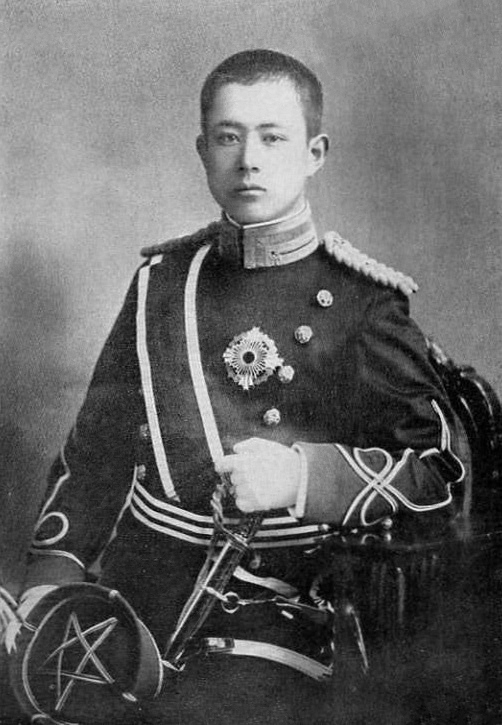
훈1등 욱일동화대수장을 착용한 기타시라가와노미야 나루히사 왕

훈1등 욱일동화대수장(일본어: 勲一等旭日桐花大綬章)은 일본의 훈장 가운데 하나이다. 1888년(메이지 21년) 1월 4일에 욱일장의 최상위로서 추가 제정되었다. 일본에 있어서 고위 훈장의 하나로 2003년(헤이세이 15년) 11월 3일에 영전 제도의 개정까지 욱일장의 최상위 훈장으로서 운용되고 있었다(신제도의 훈장에 대해서는 동화장(桐花章)을 참조).

## 역사
1875년(메이지 8년) 4월 10일에 일본 최초의 훈장으로 욱일장 8등급이 제정되었다. 그 후 1888년(메이지 21년)에 훈일등욱일대수장(勲一等旭日大綬章)의 상위로서 훈일등욱일동화대수장이 추가 제정되었다. 일설에 의하면 금치훈장의 제정을 주도한 야마가타 아리토모와 영전(榮典)의 차이가 나는 것을 싫어한 이토 히로부미가 대항하여 제정을 재촉했다고 한다. 실제 당시 궁중석차에 있어서 금치훈장의 공급(功級)은 같은 등급의 다른 훈등보다 상위에 위치하여 공일급금치훈장은 훈일등욱일대수장보다 상위에 있었지만 훈일등욱일동화대수장만은 예외적으로 공급보다 상위에 위치하였다. 훈일등욱일대수장을 웃도는 훈공이 있으면서 최고 훈장에 속하는 대훈위국화대수장에 이르지 않는 경우에 수여되는 최상위의 보통 훈장이었다. 비슷한 사례로 대한제국의 대훈위이화대수장, 만주국의 용광대수장(龍光大綬章)이 있다. 지금까지는 욱일장의 일종이었기 때문에 훈일등욱일대수장이나 그 외의 욱일장과 같이 패용하는 것은 불가능하다.